# کارینا ماراویاس
کارینا ماراویاس (اسپانیایی: Carina Maravillas‎؛ زادهٔ ۲۲ ژوئن ۱۹۸۳) بازیکن فوتبال زن اهل مکزیک بود.
وی همچنین در تیم ملی فوتبال زنان مکزیک بازی کرده‌است.